# La Veu d'Igualada
La Veu d'Igualada era una publicació catalana que pretenia ser setmanal, editada a Igualada l'any 1907, però només en va sortir un número.

## Descripció
Portava el subtítol Setmanari defensor dels interessos del Districte.
Es va imprimir als tallers de la Viuda de M. Abadal.
L'únic número que es va publicar portava la data 20 d'abril de 1907. Tenia dues i tres columnes i el format era de 44 x 32 cm.

## Continguts
Aquesta publicació va aparèixer amb motiu de les eleccions per a diputats a les Corts i donava suport a la candidatura de Joan Godó Llucià en el districte d'Igualada. Es demanava el vot als “catolichs” i als carlistes.
Hom parla explícitament sobre alguns partits que van concórrer a les eleccions espanyoles de 1907: Solidaritat Catalana, Carlins, i implícitament sobre altres com el partit de Lerroux.
Els redactors i col·laboradors no hi consten perquè els article no anaven signats.

## Localització
- Biblioteca Central d'Igualada. Plaça de Cal Font. Igualada